# Felix Brych
Felix Brych (n. 3 august 1975, München, RFG) este un arbitru german de fotbal. 
Originar din München, Brych a început să arbitreze în Bundesliga din 2004 și a primit licență FIFA în 2007. A arbitrat primul său meci internațional de seniori în octombrie același an, partida în care România a învins-o cu 2–0 pe Luxemburg în grupa G din Preliminariile Campionatului European de Fotbal 2008. În februarie 2008 a arbitrat meciul dintre Panathinaikos și Rangers din optimile Cupei UEFA 2007-2008, iar în octombrie 2008 a oficiat partida Liverpool vs. PSV Eindhoven din Liga Campionilor 2008-2009 – Grupa D. În octombrie 2011 Brych a oficiat meciul Manchester United vs. Oțelul Galați din grupa C a Ligii Campionilor 2011-2012, meci în care l-a eliminat pe Nemanja Vidić.
Pe 14 mai 2014 Brych a arbitrat Finala UEFA Europa League 2014 dintre FC Sevilla și Benfica Lisabona, fiind dur criticat pentru favorizarea Sevilliei.
În afara fotbalului, Brych are calificare de doctor în drept.